# Euro Beach Soccer League 2020
L'Euro Beach Soccer League 2020 è stata la 23ª edizione di questo torneo.
La competizione è fortemente condizionata dalla pandemia di COVID-19: inizialmente prevista per giugno, è stata poi posticipata a settembre; inoltre, le molte restrizioni ancora presenti sui viaggi all'estero hanno portato molte nazioni della Divisione A a rinunciare alla partecipazione: nessuna squadra è stata retrocessa, e la Divisione B è stata completamente annullata e posticipata al 2021.
Il torneo ha visto quindi la partecipazione di sole cinque squadre, inserite all'interno di un girone all'italiana, e si è concluso con la vittoria del Portogallo, al suo settimo successo nella manifestazione.

## Squadre partecipanti
Le seguenti squadre hanno partecipato alla competizione.
I numeri tra parentesi mostrano il ranking europeo di ogni squadra prima dell'inizio della stagione, su 36 nazioni.

### Divisione A
- Portogallo (1ª)
- Svizzera (5ª)
- Ucraina (7ª)
- Francia (8ª)
- Germania (10ª)
- Italia (2ª),  Russia (3ª),  Spagna (4ª),  Bielorussia (6ª),  Polonia (9ª),  Azerbaigian (11ª) e  Turchia (13ª) rinunciano alla partecipazione.

## Fase finale

### Superfinal
| Pos | Team       | G | V | V+ | VP | P | GF | GS | GD  | Pts |
| --- | ---------- | - | - | -- | -- | - | -- | -- | --- | --- |
| 1   | Portogallo | 4 | 4 | 0  | 0  | 0 | 20 | 7  | +13 | 12  |
| 2   | Svizzera   | 4 | 3 | 0  | 0  | 1 | 26 | 15 | +11 | 9   |
| 3   | Ucraina    | 4 | 1 | 0  | 1  | 2 | 14 | 13 | +1  | 4   |
| 4   | Francia    | 4 | 1 | 0  | 0  | 3 | 9  | 18 | –19 | 3   |
| 5   | Germania   | 4 | 0 | 0  | 0  | 4 | 14 | 20 | –6  | 0   |

| Squadra 1  | Risultato        | Squadra 2  |
| ---------- | ---------------- | ---------- |
| Ucraina    | 3-3 (4-3 d.c.r.) | Germania   |
| Francia    | 0-7              | Portogallo |
| Svizzera   | 10-2             | Francia    |
| Germania   | 4-5              | Francia    |
| Ucraina    | 2-4              | Svizzera   |
| Svizzera   | 8-6              | Germania   |
| Portogallo | 4-2              | Ucraina    |
| Ucraina    | 7-2              | Francia    |
| Portogallo | 5-4              | Svizzera   |